# Jevon Simons
Jevon Simons (Países Bajos, 31 de julio de 2005) es un futbolista neerlandés que juega de delantero en el SV Zulte Waregem de la Primera División de Bélgica.

## Trayectoria
Jugó en las categorías inferiores del Sparta Róterdam y pasó una temporada en el NAC Breda antes de fichar por el PSV Eindhoven en mayo de 2020. Firmó su primer contrato profesional en julio de 2021, por dos años. En agosto de 2022 firmó un nuevo contrato de tres años con el PSV, hasta 2025.
Debutó como profesional el 14 de agosto de 2023, en un partido de la Eerste Divisie por 1-0 contra el S. C. Telstar. Marcó su primer gol la liga el 6 de noviembre de 2023, contra el ADO La Haya.
En febrero de 2025 firmó por dos años y medio, más otro opcional, por el SV Zulte Waregem.

## Estadísticas

### Clubes
Actualizado al último partido disputado el 8 de noviembre de 2024.
| Club                    | Div.          | Temporada     | Liga  | Liga  | Liga   | Copas nacionales | Copas nacionales | Copas nacionales | Copas internacionales | Copas internacionales | Copas internacionales | Total | Total | Total  |
| Club                    | Div.          | Temporada     | Part. | Goles | Asist. | Part.            | Goles            | Asist.           | Part.                 | Goles                 | Asist.                | Part. | Goles | Asist. |
| ----------------------- | ------------- | ------------- | ----- | ----- | ------ | ---------------- | ---------------- | ---------------- | --------------------- | --------------------- | --------------------- | ----- | ----- | ------ |
| Jong PSV · Países Bajos | 2.ª           | 2023-24       | 28    | 11    | 6      | —                | —                | —                | —                     | —                     | —                     | 28    | 11    | 6      |
| Jong PSV · Países Bajos | 2.ª           | 2024-25       | 12    | 0     | 1      | —                | —                | —                | —                     | —                     | —                     | 12    | 0     | 1      |
| Jong PSV · Países Bajos | Total club    | Total club    | 40    | 11    | 7      | 0                | 0                | 0                | 0                     | 0                     | 0                     | 40    | 11    | 7      |
| Total carrera           | Total carrera | Total carrera | 40    | 11    | 7      | 0                | 0                | 0                | 0                     | 0                     | 0                     | 40    | 11    | 7      |